# Collegium Geologicum Uniwersytetu Jagiellońskiego
Collegium Geologicum im. Mariana Książkiewicza – budynek Uniwersytetu Jagiellońskiego przy ulicy Oleandry 2a w Krakowie.

## Historia
Budynek został wzniesiony w latach 1960–1962 z inicjatywy profesora Mariana Książkiewicza jako część nowego zespołu architektonicznego, zwanego II Kampusem, wybudowanego ze środków przyznanych uczelni z okazji jubileuszu 600-lecia istnienia. Projekt budynku powstał w przedsiębiorstwie państwowym Miastoprojekt pod kierunkiem inżyniera Zbigniewa Olszakowskiego. W budynku umieszczono pomieszczenia dla Katedr: Geologii, Mineralogii i Paleontologii, dwie duże sale: muzealną i biblioteczną oraz pomieszczenia magazynowe dla zbiorów geologicznych.
Instytut Nauk Geologicznych i Muzeum Geologiczne działały w budynku do 2015, kiedy zostały przeniesione do nowych gmachów na III Kampusie.
W latach 2017–2019 budynek został wyremontowany i zaadaptowany na potrzeby Instytutu Bliskiego i Dalekiego Wschodu i Centrum Języka i Kultury Chińskiej Uniwersytetu Jagiellońskiego „Instytut Konfucjusza w Krakowie”. Podczas remontu wzmocniono stropy, zbudowano nową klatkę schodową i szyb windowy, wymieniono stolarkę i instalacje oraz zastąpiono murowane ściany działowe ścianami z płyt gipsowo-kartonowych. Przed budynkiem urządzono ogród w stylu chińskim, w którym stanął pomnik Konfucjusza.

## Architektura
Budynek ma cztery kondygnacje. Wejście do pawilonu prowadzi po szerokich schodach, zakończonych przeszkloną ścianą z wiatrołapem w formie szklanego pudełka wstawionego w przestrzeń hallu wejściowego. W elewacjach podkreślone są horyzontalne pasy okien. Budynek zwieńczony jest lekko przełamanym dachem.
Poprzez parterową przewiązkę budynek połączony jest z pawilonem muzealno–czytelniczym Collegium Zoologicum.